# Вольфрамат никеля(II)
Вольфрамат никеля(II) — неорганическое соединение,
соль никеля и вольфрамовой кислоты
с формулой NiWO4,
зелёные кристаллы,
не растворяется в воде.

## Получение
- Смешение растворов нитрата никеля и вольфрамата натрия:

{\displaystyle {\mathsf {Ni(NO_{3})_{2}+Na_{2}WO_{4}\ {\xrightarrow {}}\ NiWO_{4}\downarrow +2NaNO_{3}}}}
аморфный осадок переходит в кристаллическую форму при обжиге при 700°С .

## Физические свойства
Вольфрамат никеля(II) образует зелёные кристаллы
моноклинной сингонии,
пространственная группа P 21/c,
параметры ячейки a = 0,46 нм, b = 0,5665 нм, c = 0,4912 нм, β = 90,5°

Не растворяется в воде.

## Применение
- Рассматривается в качестве нового материала катода для асимметричных суперконденсаторов [3].

- Используется в качестве фотокатализаторов, датчиков влажности и диэлектрических резонаторов [4].

## См.также
Вольфрамовая кислота